# Unterthingau
Unterthingau är en köping (Markt) i Landkreis Ostallgäu i Regierungsbezirk Schwaben i förbundslandet Bayern i Tyskland.
Köpingen ingår i kommunalförbundet Unterthingau tillsammans med kommunerna Görisried och Kraftisried.